# Sfântul Dionisie
Sfântul Dionisie (în franceză Saint Denis: n. sec. III e.n, Italia - d. 250 e.n., Montmartre, Lutetia Parisiorum, Gallia Lugdunensis, Imperiul Roman) a fost, conform tradiției, primul episcop de Paris. 

## Generalități
Este considerat unul din cei 14 sfinți ajutători, reprezentat ca ținându-și în mână propriul cap, cu referire la martiriul său în secolul al III-lea.
Bazilica Saint Denis din nordul Parisului este necropola regală a Franței.
Sfântul Dionisie este sărbătorit în calendarul romano-catolic și anglican pe 9 octombrie.

## Legenda
Legenda aurea din secolul al XIII-lea a relatat martiriul Sfântului Dionisie, la care a adăugat elemente fantastice. Astfel, după ce i-a fost tăiat capul în zona Montmartre („Dealul Martirilor”), bătrânul episcop Dionisie s-a ridicat, și-a luat capul în mâini și a  mers circa 5 km de la locul decapitării până în nordul Parisului, unde și-ar fi depus capul în mâinile unei femei. Minunea a produs convertiri, iar în acel loc a fost ridicată Bazilica Saint Denis, care a fost necropola regilor Franței până la Revoluția din 1789.

## Galerie de imagini

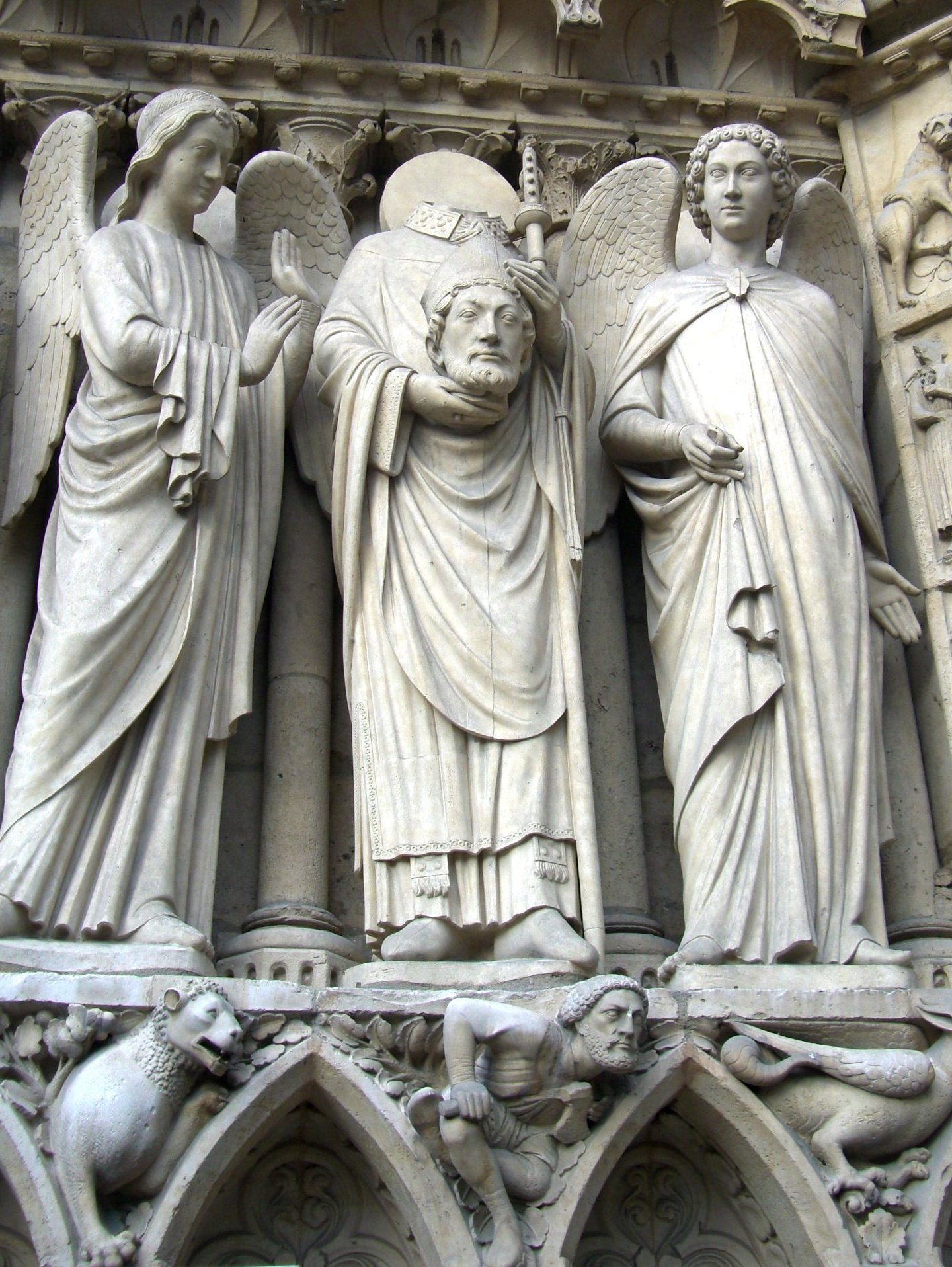
Sf.Dionisie între doi îngeri, pe portalul Fecioara Maria de la Catedrala Notre Dame de Paris